# III Simfonija (Sibelijus)
Simfonija broj 3. , C - Dur, opus 52. Žana Sibelijusa

## Opšte karakteristike
Sibelijusova Treća Simfonija, dovršena je i premijerno izvedena 25. septembra 1907. godine u Helsinkiju. Novembra iste godine sa uspehom je izvedena i u Moskvi, što je posebno zanimljivo sa aspekta da je Finska u to vreme bila deo carske Rusije. Ovo je već jedna kratka Simfonija, koncipirana u tri stava, od kojih se skerco i finale koncentrišu u trećem, finalnom stavu. Jedno je od pionirskih dela sa područja muzičkog neoklasicizma. Simfonija je nastala u vreme obimne prepiske Sibelijusa sa Gustavom Malerom, pa ipak, nema u njoj ni traga od nekakvog titanizma. I orkestar je postao mnogo manji. Simfonija je trajanja 27 minuta i poznata je pod imenom Nordijska pastorala.

## Analiza dela
- Prvi stav je ’’Allegro moderato’’, pisan u sonatnom obliku. I ovde, nakon kraćeg izrastanja iz prvobitnog jezgra, odlučnoj i žustroj prvoj temi, suprotstavlja se druga liričnija, sa prizvukom sete. U razvojnom delu one se razrađuju, pri čemu odlučan karakter prve teme ostaje dominantan, izbijajući u prvi plan i potiskujući ponešto prigušen ali razmetljiv, karakter druge teme. Na kraju stava, stiče se utisak da on zamire, ali on se okončava jednom karakterističnom provalom snage.

- Drugi stav je ’’Andantino con moto, quasi allegretto’’ i sav je u igračkom, valcerskom pokretu, sa karakterističnim picikatima basovskih instrumenata.

- Finalni treći stav je ’’Moderato – Allegro ma non tanto’’. Najpre nastupa tema umerenog pokreta, karaktera skerca, postupno se razvije i prelazi u veoma pokretljivi i elegantni finale. Tu se tematski materijal izlaže, prožima i osenčen tamnijim tonskim bojama, dostiže muzički vrhunac i prelazi u veoma okretnu, razigranu trijumfalnu pesmu koja okončava Simfoniju jednom snažnom kodom celog orkestra.

## Izvođači
Simfonijski Orkestar Moskovske Radio Televizije, dirigent: Genadij Roždestvenski
Berlinski Simfonijski Orkestar, dirigent: Kurt Sanderling.